# 領狐猴
白頸狐猴（学名：Varecia variegata），又名黑白領狐猴，是領狐猴屬两种狐猴之一，是马达加斯加的特有种。
白頸狐猴体长可达1.2米，体重3-4.5公斤。寿命约在18-20年之间。用四肢行走。
白頸狐猴全身黑色，四肢、头部和背部有白色区域，颈部有鬃毛，口鼻部接近狗。公猴和母猴的外表相同，其叫声仅次于吼猴，在灵长目中排名第二。
白頸狐猴在白天活动，其食物主要包括甜果、树叶、花、种子等。它们通常单独除外觅食，然后回到群体中睡觉

## 亚种
領狐猴可分为三个亚种：
- Varecia variegata variegata
- Varecia variegata editorum
- Varecia variegata subcincta